# Lotte in Italia
Lotte in Italia és una pel·lícula d'una hora, dirigida pel col·lectiu Dziga-Vertov (Jean-Luc Godard, Jean-Pierre Gorin…), rodada el desembre de 1969, principalment a París. Produïda per a la televisió italiana RAI la pel·lícula lliurada serà refusada per aquesta.

## Argument
La pel·lícula revela com i per què una noia italiana presumptament revolucionària ha caigut presa de la ideologia burgesa.
En les quatre parts que componen la pel·lícula, Paola Taviani, una jove militant moviment polític extraparlamentari, traça les etapes de la seva transformació.
En una primera etapa, els diversos moments de la seva vida, la vida familiar, l'estudi, les relacions socials de consum, l'activisme polític, que va patir tan atomitzat. Iconogràficament, aquesta fragmentació de la percepció de la seva realitat, es descriu amb l'ús de "l'elaboració d'una pantalla en negre per separar els diversos episodis de la narració: es baralla amb el seu pare, les classes a la física com una estudiant que treballa, la compra d'un vestit, la distribució de pamflets i l'arrest per la policia.

## Repartiment
- Cristiana Tullio-Altan
- Paolo Pozzesi
- Jerome Hinstin

## Critica
El Grup Dziga Vertov té l'origen en una reunió entre Jean-Luc Godard, cineasta que qüestiona el seu paper i pensa passar a l'acció política i Jean-Pierre Gorin, activista polític, interessat en el llenguatge cinematogràfic. Lotte di classe ve a representar "la manifestació més completa " de la trobada entre aquestes dues necessitats: ser "una expressió de la militància " i al mateix temps actuar sobre un pla lingüístic.
D'una banda, amb l'absència de subjecte i personatges, el paper de l'autor es dissol en la disciplina totalitzant de l'"economia política, en la "crida a la lluita".